# Xarxa de Bravais
En geometria i cristal·lografia les xarxes de Bravais, estudiades per Auguste Bravais, són una disposició regular de punts discrets - anomenats nodes - l'estructura dels quals és invariant sota translacions. En la majoria de casos també es dona una invariància sota rotacions o simetria rotacional. Aquestes propietats fan que des de tots els nodes d'una xarxa de Bravais es tingui la mateixa perspectiva de la xarxa. Es diu llavors que els punts d'una xarxa de Bravais són equivalents.
Els nodes poden imaginar-se com els vèrtexs de les cel·les, és a dir, les porcions de l'espai dins de les quals, l'estructura cristal·lina es pot dividir. L'estructura és en aquest moment reconstruïda per simple translació de la cel·la. La determinació segons una xarxa de Bravais no és prou per caracteritzar un cristall: d'una part, el cristall es constitueix d'àtoms i no de nodes i per l'altra, les cel·les poden contenir més àtoms, que fan que les simetries de cel·la no són forçosament les simetries de l'estructura cristal·lina: aquest és el cas dels cristalls meroedres. A causa del fet que la simetria completa d'una xarxa de Bravais també pot donar-se dins d'una estructura cristal·lina, també es parla de cristalls holoedres.
Mitjançant teoria de grups s'ha demostrat que solament existeix una única xarxa de Bravais unidimensional, 5 xarxes bidimensionals i 14 models distints de xarxes tridimensionals.

## Geometria
El reticle, imaginat com una abstracció del medi cristal·lí, està format per nusos, entre cada parella dels quals es pot dibuixar un vector translació. En un reticle bidimensional és possible localitzar dos vectors no colinials (tres no coplanaris si el reticle és tridimensional), de tal manera que tots els altres es poden expressar com combinació lineal d'aquests, que s'anomenen vectors fonamentals.
En la figura es pot veure que:
{\displaystyle {\vec {t_{1}}}={\vec {a}}+2{\vec {b}}}; {\displaystyle {\vec {t_{2}}}=3{\vec {a}}+2{\vec {b}}}
El postulat reticular estableix:
Tota propietat en un medi cristal·lí és invariant per una translació definida per
{\displaystyle {\vec {t}}=u{\vec {a}}+v{\vec {b}}+w{\vec {c}}}
On:
- u, v i w són enters.
- {\displaystyle {\vec {a}}}, {\displaystyle {\vec {b}}} i {\displaystyle {\vec {c}}} són els vectors fonamentals del reticle.

Això vol dir que tots els nusos són idèntics i no hi ha cap diferència entre ells degut a la seva posició relativa en el reticle.
El tres vectors fonamentals defineixen un paral·lelepípede que es coneix com a cel·la fonamental, i la seva repetició en l'espai genera tot el reticle. Per tant, la mida, forma i contingut de la cel·la fonamental permeten definir unívocament l'espai cristal·lí.
Les característiques de la cel·la fonamental s'expressen a partir dels vectors fonamentals que la defineixen i dels angles que formen entre ells, amb la convenció que indica la figura (α és l'angle entre b i c - l'oposat al vector a-; β és l'angle entre a i c - oposat a b -; i γ és l'angle que formen a i b -oposat a c).

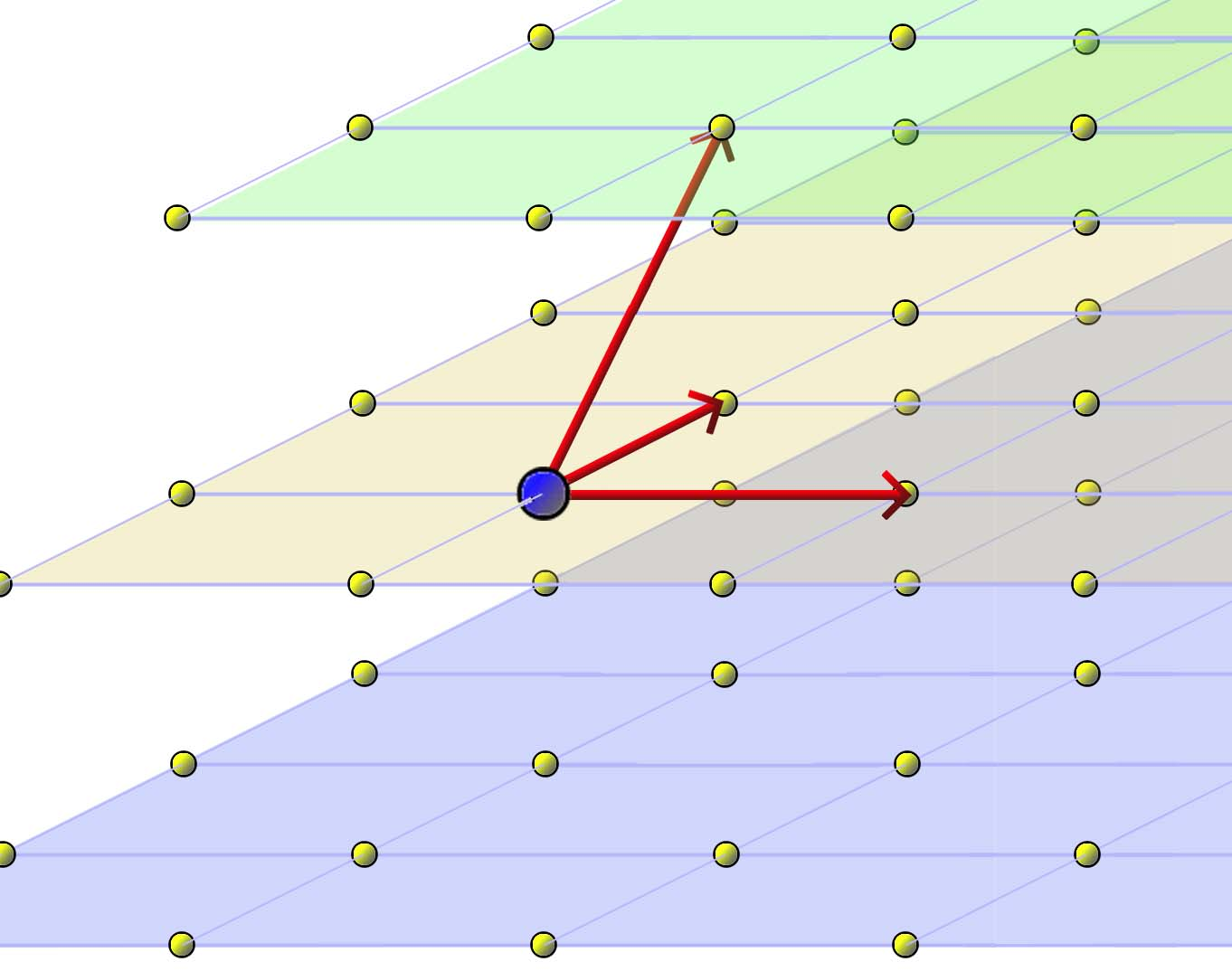
Dins una xarxa, existeix una família, il·lustrada en vermell a la figura, tal que tot punt s'expressa com a combinació lineal d'una base, d'on es desprenen la resta dels punts de la família.

Formalment, una xarxa de Bravais en dimensió n es defineix com el conjunt de vectors {u1a1 + u₂a₂ + ... + unan} o u1, ..., un són nombres que pertanyen a {\displaystyle \mathbb {Z} } i els vectors a1,..., an, són n vectors linealment independents. Els paràmetres de xarxa es constitueixen per les longituds a1, ..., an i els angles entre vectors de base de xarxa.
Una xarxa de Bravais correspon a una qüestió d'ordre matemàtic. Aquesta s'associa a l'estudi d'un quasi espai vectorial, la diferència entre un espai vectorial i una xarxa és que a aquest últim, els escalars són enters, no podent ésser nombres invertibles (a l'excepció del 0), com els reals o els complexos. Per tal de beneficiar-se d'una geometria fàcilment comprensible, la xarxa es troba submergida dins un espai vectorial euclidià de dimensió mínima. Aquest espai és, per la mateixa definició de la xarxa, de dimensió finita. Finalment, també es pot veure la xarxa com un espai afí.

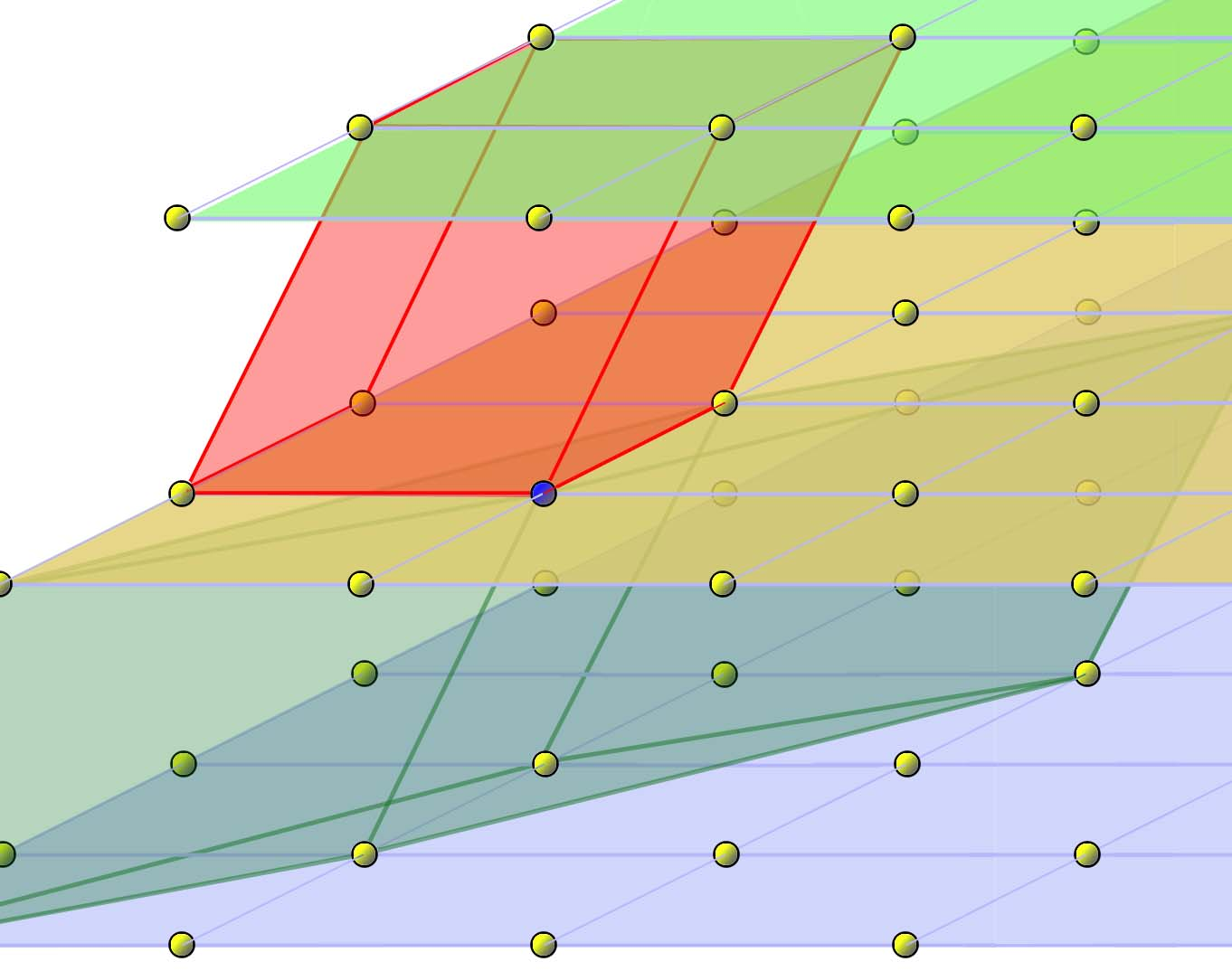
Dos dominis fonamentals, o cel·les primitives tenen el mateix volum.

Una de les primeres propietats és el fet que, a la imatge de l'estructura de l'espai vectorial, existeix una base i, si una determinada base no és única, el seu volum ho és. El domini fonamental d'una base es forma pel conjunt dels vectors, els quals tenen coordenades segons la base de vectors fonamentals en l'interval [0,1[, això és el que el cristal·lògraf anomena cel·la primitiva. La figura de la dreta il·lustra dos dominis fonamentals, en verd i en vermell, necessàriament del mateix volum.
A més, existeixen més grups dins de l'estudi de les xarxes de Bravais. A primera vista, igual que als espais vectorials, les xarxes formen un grup per l'addició dels vectors. Aquest grup és isomorf al grup de les translacions, deixant la xarxa invariant. Llavors, una qüestió important és la del grup ortogonal, anomenat en aquest cas grup puntual de simetria. Aquest grup es compon de les aplicacions lineals que conserven les distàncies i els angles, de la mateixa manera que ho faria una rotació o la reflexió dins un mirall. Aquestes transformacions formen isometries vectorials de la xarxa. Dins una xarxa, el grup ortogonal és en tot cas finit, i sempre disposa d'una estructura de grup. És a dir, que existeix un element neutre, de manera que en aplicar-lo deixa invariants tots els punts de la xarxa. L'aplicació recíproca d'una isometria és també una isometria i la llei de composició de les aplicacions lineals és associativa. Per acabar, al combinar els dos grups precedents, es pot formar un altre grup: el grup espacial de la xarxa.
Contràriament al cas dels espais vectorials, els grups ortogonals de dos xarxes de la mateixa dimensió no són forçosament isomorfs. Posar en clar l'estructura del grup ortogonal d'una xarxa de dimensió 2 és relativament fàcil. Només poden existir fins a 4 grups finits possibles i són tots de petits cardinals: 2, 4, 8 o 12. No és necessari cap mètode sofisticat, només fent servir matrius de 2x2 pot ser prou. En tres dimensions, la qüestió es complica un poc. El grup més gran conté 48 elements. Per explicitar l'estructura d'un grup, és més senzill fer servir la teoria de les representacions d'un grup finit. Un útil un poc abstracte, el caràcter, permet resoldre ràpidament les qüestions que en aparença semblen delicades.

### Grups de simetria
La periodicitat engendrada per un grup de simetria constitueix les operacions de translació i de rotació, deixant la xarxa de Bravais invariant. Mentre que el nombre de xarxes pot ser infinit, degut principalment a les variacions entre paràmetres de xarxa, el tipus de xarxa es defineix de manera concreta gràcies al seu grup de simetria. Es poden definir 5 tipus de xarxa de Bravais dins l'espai bidimensional i 14 tipus dins l'espai tridimensional.
Com que existeix invariància per rotació dins del cristall, se sol dir que poden existir simetries d'ordres 2, 3, 4 o 6, segons la correspondència de cada rotació en qüestió en angles de ± 180°, ± 120°, ± 90° ou ± 60° respectivament. L'estudi de les xarxes de Bravais amb l'ajuda de la teoria de grups mostra que dins dels espais bidimensional i tridimensional no existeixen cristalls amb eix de simetria d'ordre 5. Això no és veritat si la periodicitat de la distribució atòmica no és perfecta, com en el cas d'un quasi-cristall.
Una xarxa infinita, és descrita per una cel·la, que representa la unitat per repetició infinita d'aquella amb la que s'obté. L'elecció de la cel·la no és única, cada cel·la pot descriure's, en principi, per una infinitat de malles diferents. En general es fan servir la cel·la primitiva (o elemental) i la cel·la convencional. Els cristalls dins les malles convencionals es transformen l'un en l'altre ajuntant o suprimint nodes als centres de les cares, a l'interior del volum de la cel·la, pertanyent a la mateixa família cristal·lina.

## Xarxes segons la dimensió
Es poden estudiar les particularitats i totes les tipologies de xarxes segons el nombre de dimensions. La xarxa unidimensional és elemental sent aquesta una simple seqüència de nodes equidistants entre si. En dues o tres dimensions les coses es compliquen més i la variabilitat de formes obliga a definir certes estructures patró per a treballar còmodament amb les xarxes.
Per a generar aquestes normalment s'usa el concepte de cel·la unitària primitiva. Una cel·la unitària és el tros més simple de l'estructura cristal·lina que en repetir-se mitjançant translació reprodueix tot el cristall. Tots els materials cristal·lins adopten una distribució regular d'àtoms o ions en l'espai. Defineix l'estructura del crista. Es caracteritza per tres vectors que defineixen les tres direccions independents del sistema de coordenades de la cel·la. Això es tradueix en sis paràmetres de xarxa, que són els mòduls, {\displaystyle a}, {\displaystyle b} i {\displaystyle c}, dels tres vectors, i els angles {\displaystyle \alpha }, {\displaystyle \beta } i {\displaystyle \gamma } que formen entre ells. Aquests tres vectors formen una base de l'espai tridimensional, de manera que les coordenades de cadascun d'aquests punts de la xarxa es pot obtenir a partir d'ells per combinació lineal amb els coeficients enters. Les cel·les unitàries, són paral·lelograms (2D) o paral·lelepípedes (3D) que constituïxen la menor subdivisió d'una xarxa cristal·lina que conserva les característiques generals de tota el reticle, de manera que per simple translació d'aquesta, pot reconstruir-se la xarxa al complet en qualsevol punt.
Una xarxa típica R en {\displaystyle \mathbb {R} ^{n}} té la forma: 
{\displaystyle R=\left\{\sum _{i=1}^{n}\nu _{i}{\vec {a}}_{i}\;|\;\nu _{i}\in \mathbb {Z} \right\}}
on {a1, ..., an} és una base en l'espai Rn. Pot haver diferents bases que generin la mateixa xarxa però el valor absolut del determinant dels vectors ai vindrà sempre determinat per la xarxa pel que se li vaig poder representar com d(R).

### Espai unidimensional

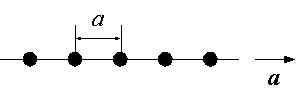
Xarxa a l'espai unidimensional.

Dins de l'espai d'una dimensió, no pot existir només que un tipus de xarxa, que consisteix en una repetició periòdica de nodes situats a l'única direcció existent, indicada com l'eix a. La distància entre dos nodes és el paràmetre a.
Aquest tipus de xarxa se sol anomenar fila, en referència a l'única direcció existent. El cas de la simetria puntual en aquestes xarxes és equivalent al de la simetria rotacional d'ordre n en qualsevol altre espai de dimensió n.

### Espai bidimensional
Dins l'espai de dos dimensions, la cel·la convencional pot ser primitiva (p) o centrada (c). Els eixos s'indiquen per les lletres a i b, l'angle inter-axial s'anomena γ. Existeixen cinc tipus de xarxes dins d'aquest espai, que s'especifiquen per la lletra corresponent a la família cristal·lina, seguida pel mode de xarxa (en minúscula).

#### Família cristal·lina monoclínica
Dins de la família cristal·lina monoclínica, no existeix restricció sobre els paràmetres. Només existeix un sol tipus de xarxa dins d'aquesta família: mp (monoclínicca primitiva).

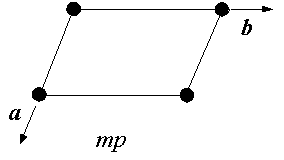
Xarxa monoclínica privitiva de l'espai bidimensional.

#### Família cristal·lina ortoròmbica
Dins de la família cristal·lina ortoròmbica γ = 90° es poden trobar dos tipus de xarxa: op (ortoròmbica primitiva) i oc (ortoròmbica centrada). A la figura es mostra la cel·la convencional de la xarxa oc (en vermell), a més de quatre cel·les primitives visibles (en negre).

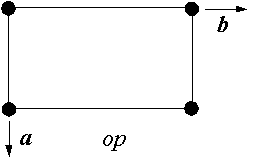
Xarxa ortoròmbica primitiva de l'espai bidimensional.
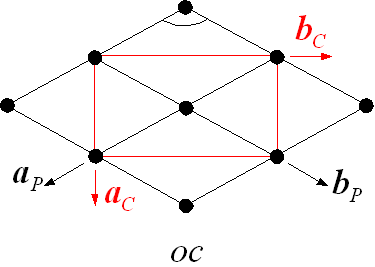
Xarxa ortoròmbica centrada de l'espai bidimensional. La cel·la convencional (en vermell) i les quatre cel·les primitives (en negre) es mostren a la figura

#### Família cristal·lina tretragonal (quadràtica)
Dins de la família cristal·lina tetragonal a=b i γ = 90°, només es pot trobar un tipus de xarxa: tp (tetragonal primitiu).

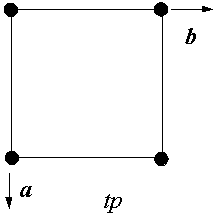
Xarxa tetragonal primitiva de l'espai bidimensional.

#### Família cristal·lina hexagonal
Dins de la família cristal·lina hexagonal a=b i γ = 120°, existint només un sol tipus de xarxa en a aquesta família: hp (hexagonal primitiu).

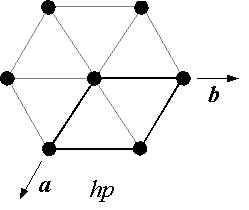
Xarxa hexagonal primitiva de l'espai bidimensional.

### Reticles tridimensionals i Xarxes de Bravais
En funció dels paràmetres de la cel·la unitària, longituds dels seus costats i angles que formen, es distingeixen 7 sistemes cristal·lins.
Ara bé, per a determinar completament l'estructura cristal·lina elemental d'un sòlid, a més de definir la forma geomètrica de la xarxa, és necessari establir les posicions en la cel·la dels àtoms o molècules que formen el sòlid cristal·lí; el que es denominen punts reticulars. Les alternatives són les següents: 
- P: Cel·la primitiva o simple en la qual els punts reticulars són només els vèrtexs del paral·lelepípede.
- F: Cel·la centrada en les cares, que té punts reticulars en les cares, a més d'en els vèrtexs. Si només tenen punts reticulars en les bases, es designen amb les lletres A, B o C segons siguin les cares que tenen els dos punts reticulars.
- I: Cel·la centrada en el cos que té un punt reticular en el centre de la cel·la, a més dels vèrtexs.
- R: Primitiva amb eixos iguals i angles iguals o hexagonal doblement centrada en el cos, a més dels vèrtexs.

Combinant els 7 sistemes cristal·lins amb les disposicions dels punts de xarxa esmentats, s'obtindrien 28 xarxes cristal·lines possibles. En realitat, com pot demostrar-se, només existeixen 14 configuracions bàsiques, podent-se la resta obtenir a partir d'elles. Aquestes estructures es denominen xarxes de Bravais.
| Sistema cristal·lí    | Xarxes de Bravais   | Xarxes de Bravais              | Xarxes de Bravais            | Xarxes de Bravais                |
| Triclínic             | P                   |                                |                              |                                  |
| Triclínic             | Triclínica          |                                |                              |                                  |
| Monoclínic            | P                   | C                              |                              |                                  |
| Monoclínic            | Monoclínica, simple | Monoclínica, centrada          |                              |                                  |
| Ortoròmbic            | P                   | C                              | I                            | F                                |
| Ortoròmbic            | Ortorómbica simple  | Ortorómbica centrada a la base | Ortorómbica centrada al cos  | Ortorómbica centrada a les cares |
| Tetragonal            | P                   | I                              |                              |                                  |
| Tetragonal            | Tetragonal, simple  | Tetragonal, centrada al cos    |                              |                                  |
| Romboèdric (trigonal) | P                   |                                |                              |                                  |
| Romboèdric (trigonal) | Romboèdrica         |                                |                              |                                  |
| Hexagonal             | P                   |                                |                              |                                  |
| Hexagonal             | Hexagonal           |                                |                              |                                  |
| Cúbic                 | P                   | I                              | F                            |                                  |
| Cúbic                 | Cúbica, simple      | Cúbica, centrada al cos        | Cúbica, centrada a les cares |                                  |